# Dialekty rowtarskie
     Dialekty rowtarskie

Ugrupowania dialektów języka słoweńskiego
Dialekty rowtarskie

Dialekty przymorskie (słoweń. rovtarska narečna skupina, rovtarščina) – jedno z siedmiu zwyczajowo wyróżnianych ugrupowań dialektów słoweńskich. Dialekty rowtarskie są używane na obszarze dorzeczy Idrijcy i Poljanščicy. Terytorium dialektów rowtarskich graniczy z obszarami dialektów doleńskich na wschodzie, na zachodzie i południu z dialektami przymorskimi, a na północy i północnym wschodzie z dialektami goreńskimi.
Grupa rowtarska jest dość jednolita i w odróżnieniu od sąsiedniej grupy przymorskiej da się wskazać wiele starych cech łączących gwary rowtarskie.

## Cechy językowe
Dialekty przymorskie wyróżniają się następującymi cechami fonetycznymi:
- nierozróżnianie intonacji w zgłoskach długich wszędzie poza dialektem horjulskim[1],
- dyftongizacja psł. *ę w zgłoskach długich do íẹ, íə lub monoftongizacja do ī lub ẹ̄, np. desíet, dȅviẹ̄t, ɣlíədat, pẹ́t < psł. *desętь, *devętь, *ględati, *pętь[1],
- podobnie dyftongizacja lub dalej monoftongizacja psł. *ǫ w zgłoskach długich w úọ, úə lub ọ̄, np. zuọ́f, zúọp, zúəb < psł. *zǫbъ[1],
- podobne dyftongizacje także psł. *ě (jać), *e, i *o w zgłoskach długich[1],
- rozwój długiego psł. *l̥ w ou̯, np. tȍu̯čt, wȍu̯k, por. słoweń. lit. tolči, volk, jedynie dialekt tolmiński ma w tym miejscu ū[1],
- szczególnie charakterystyczne akanie, tj. przejście nieakcentowanego lub nawet słabo akcentowanego o w a, typowe dla zachodniej części obszaru, np. baɣȁt, səkna, ɣȁra, líta wobec słoweń. lit. bogat, sukno, gora, leto[4],
- na miejscu literackich lj i nj są zwykle i̯l~l oraz i̯n~n, np. pastȅi̯lẹ, klúč wobec słoweń. lit. postelja, ključ czy kȁi̯n wobec słoweń. lit. konj[4],
- przejście zwartego g w szczelinowe ɣ, znane również dialektom przymorskim[5],
- uproszczenie grupy čr- do č-, np. čiẹ́va, čẹ́va, čȅu̯ wobec słoweń. lit. črevo[5].

## Podział
W grupie przymorskiej można wyróżnić pięć dialektów:
- dialekt tolmiński (z centrum w Tolminie),
- dialekt cerkneński (w pobliżu Cerkna),
- dialekt czarnowrski (Crni Vrh),
- dialekt poljanski (Poljane),
- dialekt horjulski (w pobliżu Horjulja).

Niektóre cechy fonetyczne dzielą dialekty rowtarskie na część wschodnią i zachodnią. Zachód tego obszaru cechuje się skróceniem długich dyftongów i pełnym akaniem, zaś wschód wyróżnia się zachowaniem wygłosowej dźwięczności, przejściem neutrów do rodzaju męskiego, ł welarnym, nieróżnicowaniem wzdłużonych kontynuantów *ě, *ę, *e oraz *ǫ i *o.